# Karin Bruers
Karin Bruers (Goirle, 24 november 1962) is een Nederlandse cabaretière uit Tilburg.

## Biografie
Na haar studie personeelsmanagement heeft Bruers tien jaar in het buitenland rondgetrokken. Na haar terugkomst in Nederland richtte zij Entertainment Atelier op. Dit bedrijf houdt zich bezig met het organiseren van grootschalige evenementen, theaterproducties en tv-programma’s. Door dit werk kwam zij in contact met Raoul Heertje van Comedytrain die haar vroeg in 1999 mee te doen als stand-upcomedian tijdens een theatertour. Hierna vroeg Impresario Angelique Finkers haar een solovoorstelling te maken. Haar eerste solovoorstelling was cabaretshow Bruers III. In 2004 en 2006 stond zij opnieuw op het toneel met de voorstelling Marmer en chocola.
Eind 2008 ging Bruers toeren met de  theatervoorstelling Bruers for President. Ze trad op samen met de pianist John van Buren, die ook de muziek voor deze voorstelling schreef.
Op 28 februari 2011 ging haar theatershow We komen er wel in première. Zij speelde deze voorstelling met Van Buren aan de vleugel. Deze had wederom de muziek geschreven en speelde de rol van aangever. In de eerste helft van 2013 stond ze op de planken met haar vijfde  theatershow Waar was ik? Door het overlijden van Van Buren speelde zij deze show zonder begeleidend muzikant. In oktober 2017 begon zij met de voorstelling Bruers haalt uit, met Nol Havens als muzikant.
Bruers schreef voor landelijke televisieprogramma's als Ook dat nog! en verscheen in Koppensnellers (2006). Daarnaast presenteerde zij de Cabarestafette en het Leids Cabaret Festival. In Brabant kreeg zij bekendheid door haar optreden in het programma Het Bènkske ofwel 't Bènkske (officiële titel 3x3=8), uitgezonden door de regionale zender  TV8. Hierin speelde zij het oude vrouwtje Bets.
In het voorjaar van 2013 debuteerde Bruers als schrijfster met het boek Brigadier Oversteekmoeder dat verscheen bij uitgever Lebowski. In 2020 verscheen Het zal je moeder maar wezen, een tragikomisch familiedrama rond een dementerende moeder. Aan een toneelstuk voor twee cabaretiers (een man en een vrouw) wordt gewerkt.

## Social sofa

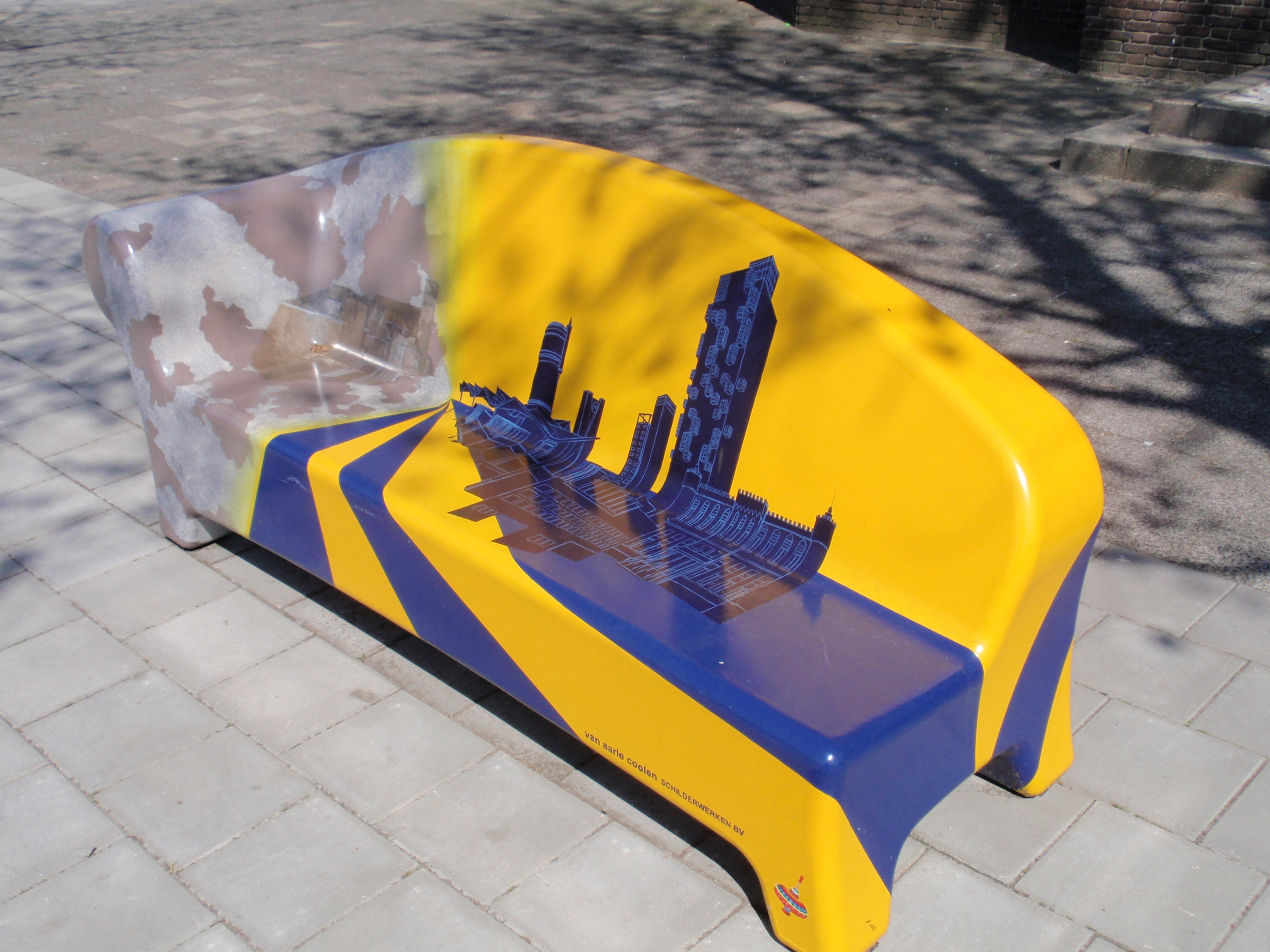
Een van de Socialsofa's in Tilburg

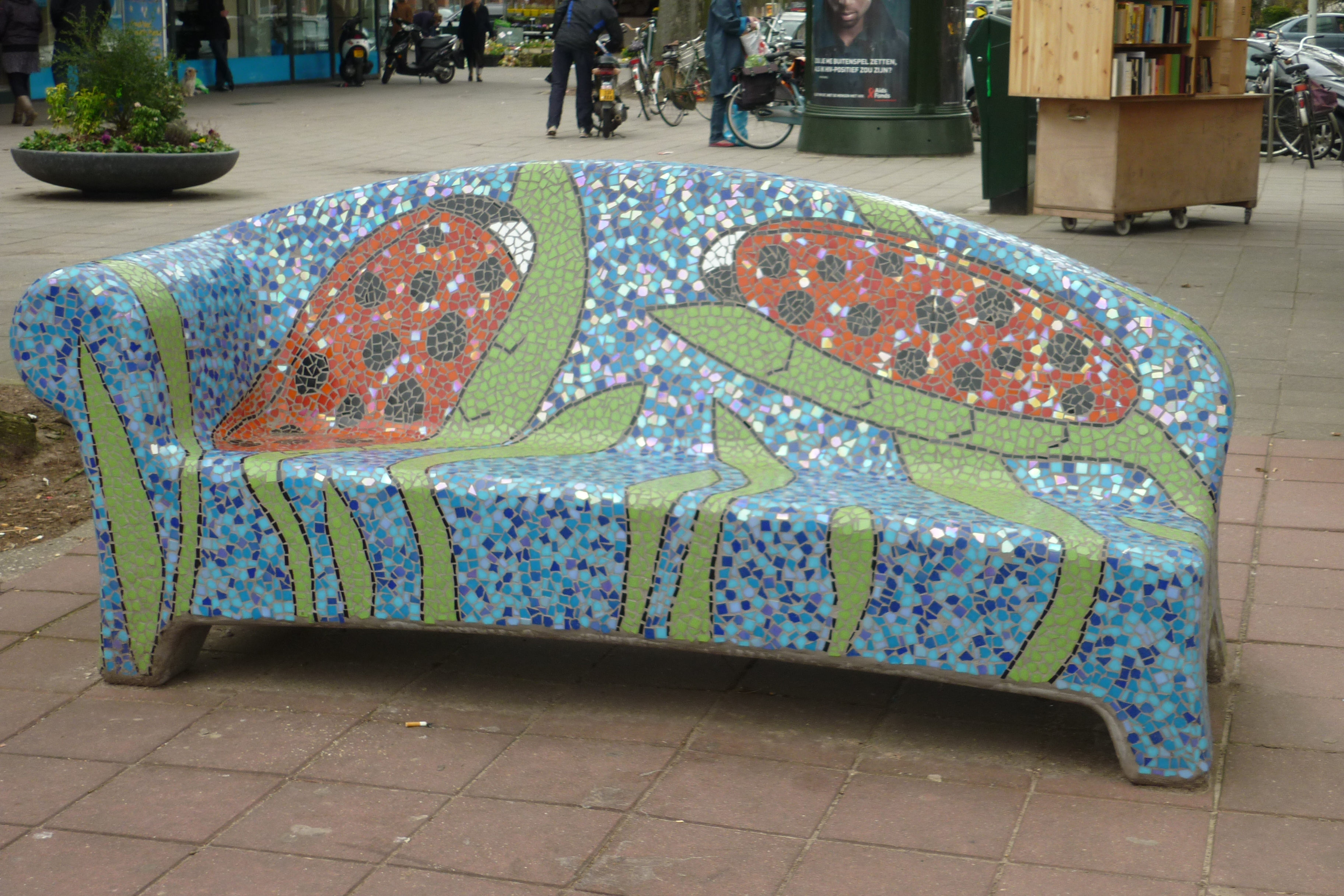
Royaardsplein in Den Haag

Bij een politiek debat in Tilburg waar sociale verkilling ter sprake kwam, merkte Bruers op dat het verschil tussen wijken van halverwege de twintigste eeuw en die van nu erg groot was. Het viel haar op dat gewone bankjes waar mensen elkaar konden ontmoeten steeds verder uit het straatbeeld verdwenen. Daarop kwam ze met het idee om een symbolisch aantal van duizend bankjes ('bèngskes') in Tilburg te plaatsen. Het prototype hiervoor ontwierp Bruers zelf: de Social sofa (ook wel: Socialsofa). Haar idee werd opgepakt waardoor er door heel Tilburg inmiddels steeds meer in beton gegoten ('hufterproof') banken met verschillende afbeeldingen in de vorm van een chaise longue verschijnen.
Social sofa's zijn 2,24 m lang. De kosten voor de bankjes in Tilburg worden gesponsord door het plaatselijke bedrijfsleven: bedrijven en organisaties kunnen de bankjes per stuk 'kopen' en naar eigen smaak laten uitvoeren. In andere steden worden inmiddels ook Social sofa's geplaatst. De gemeente Tilburg deed tijdens een handelsmissie naar China tevens een Social sofa cadeau aan Wang Weicheng, burgemeester van Changzhou. Deze staat in het Hongmaipark.

## Prijzen
- In februari 2008 won Bruers de Ad Vinkenprijs van 2007 (kleinkunst).